# Плаващи камъни
Плаващи камъни е геологичен феномен, при който тежки камъни се придвижват по равна повърхност и оставят дълги следи без човешка или животинска намеса. Движението на скалите се случва, когато пластове лед с дебелина няколко милиметра се разпадат в слънчеви дни. Замръзнали през студените зимни нощи, тези тънки, плаващи ледени панели се задвижват от вятъра и задвижват камъните със скорост до 5 метра в минута. Тези причини са официално разкрити през 2014 година от Института по океанография Скрипс в Ла Хоя, като преди това съществуват множество теории за възможните причини.
Плаващи камъни се набюдавани в много части на света, сред които Невада и Долината на смъртта в Калифорния.
Смята се, че е необходим баланс на много специфични условия, за да се движат камъните:
- Наводнена повърхност
- Тънък слой глина
- Вятър
- Ледени плочки
- Затоплящи температури, причиняващи разпадане на леда

Следите, които оставят камъните се различават както по посока, така и по дължина. Скалите, които започват една до друга, могат да се движат успоредно за известно време, преди една рязко да промени посоката наляво, надясно или дори да се върне в посоката, от която е дошла. Дължината на следите също варира - две еднакво големи и оформени скали могат да се движат равномерно, след което едната може да се придвижи по-напред или да спре на едно място.
Камъните с грубо дъно оставят прави набраздени следи, докато тези с гладко дъно са склонни да се скитат. Камъните понякога се обръщат, излагайки друго дъно на земята и оставяйки друга следа след себе си.